# Andrej Lomakin
Andrej Vjačeslavovič Lomakin (rusky Андрей Вячеславович Ломакин, 3. dubna 1964 ve Voskresensku, SSSR – 9. prosince 2006 v Detroitu, Michigan, Spojené státy americké) byl ruský hokejový útočník, který odehrál 215 utkání v NHL.

## Reprezentace
Reprezentoval Sovětský svaz. S týmem do 18 let získal bronz na juniorském mistrovství Evropy 1982 ve Švédsku. Za výběr do 20 let absolvoval juniorské mistrovství světa 1984, které se uskutečnilo opět ve Švédsku a které Sověti vyhráli.
V dresu reprezentace debutoval 7. srpna 1987 ve Stockholmu v přátelském utkání proti domácímu Švédsku (5:2). Toto utkání bylo součástí přípravy na Kanadský pohár 1987, na kterém Lomakin startoval a pomohl mužstvu k účasti ve finále turnaje. Zúčastnil se i olympijského turnaje 1988 v Calgary (zlato), mistrovství světa 1991 ve Finsku (bronz) a Kanadského poháru 1991 (5. místo).

### Reprezentační statistiky
| 1982 | SSSR 18 | ME 18 | 5  | 2 | 0 | 2  | 6  |
| 1984 | SSSR 20 | MS 20 | 7  | 5 | 5 | 10 | 2  |
| 1987 | SSSR    | KP    | 9  | 2 | 4 | 6  | 10 |
| 1988 | SSSR    | OH    | 8  | 1 | 3 | 4  | 2  |
| 1991 | SSSR    | MS    | 10 | 3 | 3 | 6  | 4  |
| 1991 | SSSR    | KP    | 5  | 0 | 2 | 2  | 0  |

## Kariéra
Odchovanec Chimiku Voskresensk poprvé nastoupil v sovětské lize v sezoně 1981/82. V mateřském klubu působil do roku 1985. Ročník 1985/86 vynechal a od následujícího hájil barvy moskevského Dynama. V jeho dresu se prosadil do reprezentace (viz výše) a stal se dvakrát mistrem SSSR.
V roce 1991 jej draftoval do NHL klub Philadelphia Flyers, ve kterém hrál v letech 1991–1993. NHL se rozšířila v sezoně 1993/94 o dva kluby a stávající jim nabídli v expansivním draftu několik hokejistů. Lomakina si vybral celek Florida Panthers, ve kterém pak působil dvě sezony. Závěr kariéry strávil ve švýcarské (Fribourg-Gottéron, závěr 1995/96) a německé lize (Eisbären Berlin a Frankfurt Lions, 1995-97).

## Statistika
- Debut v NHL (a zároveň první bod) – 6. října 1991 (Pittsburgh Penguins – PHILADELPHIA FLYERS)
- První bod v NHL – 10. října 1991 (PHILADELPHIA FLYERS – Pittsburgh Penguins)
- První gól v NHL – 12. října 1991 (New York Islanders – PHILADELPHIA FLYERS)

| Sezona     | Klub                | Soutěž     | Základní část | Základní část | Základní část | Základní část | Základní část | Play off | Play off | Play off | Play off | Play off |
| Sezona     | Klub                | Soutěž     | Z             | G             | A             | B             | TM            | Z        | G        | A        | B        | TM       |
| ---------- | ------------------- | ---------- | ------------- | ------------- | ------------- | ------------- | ------------- | -------- | -------- | -------- | -------- | -------- |
| 1981/82    | Chimik Voskresensk  | SSSR       | 8             | 1             | 1             | 2             | 2             | —        | —        | —        | —        | —        |
| 1982/83    | Chimik Voskresensk  | SSSR       | 56            | 15            | 8             | 23            | 32            | —        | —        | —        | —        | —        |
| 1983/84    | Chimik Voskresensk  | SSSR       | 44            | 10            | 8             | 18            | 26            | —        | —        | —        | —        | —        |
| 1984/85    | Chimik Voskresensk  | SSSR       | 52            | 13            | 10            | 23            | 24            | —        | —        | —        | —        | —        |
| 1985/86    | nehrál              | -          | —             | —             | —             | —             | —             | —        | —        | —        | —        | —        |
| 1986/87    | Dynamo Moskva       | SSSR       | 40            | 15            | 14            | 29            | 30            | —        | —        | —        | —        | —        |
| 1987/88    | Dynamo Moskva       | SSSR       | 45            | 10            | 15            | 25            | 24            | —        | —        | —        | —        | —        |
| 1988/89    | Dynamo Moskva       | SSSR       | 44            | 9             | 16            | 25            | 22            | —        | —        | —        | —        | —        |
| 1989/90    | Dynamo Moskva       | SSSR       | 48            | 11            | 15            | 26            | 36            | —        | —        | —        | —        | —        |
| 1990/91    | Dynamo Moskva       | SSSR       | 45            | 16            | 17            | 33            | 22            | —        | —        | —        | —        | —        |
| 1991/92    | Dynamo Moskva       | SSSR       | 2             | 1             | 3             | 4             | 2             | —        | —        | —        | —        | —        |
| 1991/92    | Philadelphia Flyers | NHL        | 57            | 14            | 16            | 30            | 26            | —        | —        | —        | —        | —        |
| 1992/93    | Philadelphia Flyers | NHL        | 51            | 8             | 12            | 20            | 34            | —        | —        | —        | —        | —        |
| 1993/94    | Florida Panthers    | NHL        | 76            | 19            | 28            | 47            | 26            | —        | —        | —        | —        | —        |
| 1994/95    | Florida Panthers    | NHL        | 31            | 1             | 6             | 7             | 6             | —        | —        | —        | —        | —        |
| 1995/96    | Fribourg-Gottéron   | SWI        | 8             | 3             | 3             | 6             | 10            | 4        | 0        | 5        | 5        | 4        |
|            | Eisbären Berlin     | GER        | 26            | 21            | 14            | 35            | 30            | —        | —        | —        | —        | —        |
| 1996/97    | Eisbären Berlin     | GER        | 30            | 7             | 8             | 15            | 10            | —        | —        | —        | —        | —        |
|            | Frankfurt Lions     | GER        | 12            | 3             | 4             | 7             | 10            | 2        | 0        | 0        | 0        | 0        |
| Celkem NHL | Celkem NHL          | Celkem NHL | 215           | 42            | 62            | 104           | 92            | —        | —        | —        | —        | —        |

## Smrt
Zemřel 9. prosince 2006 po dlouhodobé nemoci (rakovina) v Detroitu v Michiganu ve věku 42 let.